# ОМШ „Кула” Кула
Школа за основно музичко образовање „Кула” је једна од основних школа на подручју општине Кула, Западнобачком округу. Смјештена је на адреси Лењинова 17, Кула.

## Историјат
Почеци рада школе везују се за  1960. годину, када је настава, на само два инструмента – клавиру и хармоници, организована у оквиру издвојеног одјељења музичке школе „Петар Коњовић“ из Сомбора. Настава се одржавала на тадашњем Радничком универзитету, а касније у просторијама Народног позоришта, данас Културног центра. Рјешењем Скупштине општине Кула, од 31. октобра 1964. године, основана је Школа за основно музичко образовање, са задатком да полазницима пружи основно музичко образовање. Настава се, такође, прво организовала за клавир, хармонику и солфеђо. Први директор школе био је Јован Јерков, професор клавира, хоровођа и професор музичког васпитања основне школе „Иса Бајић“. Од 1. јануара 1969. године до 4. октобра 1970. године при школи је радило и музичко одјељење Дома културе из Врбаса. Послије професора Јеркова, за директора школе постављена је, 1973. године, Парлић Хенриета, професор клавира. Сљедеће године отвара се одсјек за трубу, а 1977. године директор школе постаје Берко Ласло, професор хармонике, некадашњи ђак школе, који ће на тој функцији бити наредних 25 година. Три године касније, 1980, отвара се издвојено одељење школе у Руском Крстуру. Године 1981. отворен је одсјек за виолину, 1984. почео је са радом одсек за умјетничку тамбуру, а 1988. и одсјек за кларинет. Важна година за школу је 1983., када је набављен концертни клавир марке „Естонија“, тада смештен у сали Скупштине општине Кула, у којој се и одржавала већина цјеловечерњих концерата. У току свог развоја, школа се неколико пута селила, да би 1998. године коначно добила нове просторије у Дому пионира, гдје се и данас налази.